# José Pedro da Câmara
José Pedro da Câmara (Anjos, Lisboa, 30 de julho de 1721 - 1779) foi um administrador colonial português, sendo o 77.º Governador da Índia, o último nomeado por Dom José. 
Durante seu governo, foram extintos os tribunais da Relação e da Inquisição em Goa. Foram, também, restauradas várias vias marginais, sendo para isso instituído um imposto que deveria ter 10 anos de prazo, mas que até hoje são cobrados pelas prefeituras locais. Também foram criados celeiros públicos, para o momento de escassez. Regressou à Metrópole em 1779.